# Sarımsaklı, Melikgazi
Sarımsaklı là một xã thuộc quận Melikgazi, tỉnh Kayseri, Thổ Nhĩ Kỳ. Dân số thời điểm năm 2008 là 501 người.